# Vấn đáp (Phật giáo)
Vấn đáp (zh. wèndá 問答, ja. mondō) là những cuộc đối đáp trong Thiền tông, giữa thầy và trò về một Công án hay một vấn đề làm thiền sinh thao thức. Thiền sư thường thường trả lời theo một cách nằm ngoài quy ước, với mục đích đánh thức trực giác nơi thiền sinh (Pháp chiến).
Nhiều vấn đáp đã trở thành công án trong lịch sử Thiền:
- Tăng hỏi Động Sơn Thủ Sơ: "Thế nào là Phật?" Động Sơn đáp: "Ba cân gai" (ma tam cân 麻三斤).
- Tăng hỏi Mã Tổ: "Thế nào là Phật?" Mã Tổ đáp: "Tức tâm tức Phật" (zh. 即心即佛).
- Tăng khác cũng hỏi: "Thế nào là Phật?" Mã Tổ đáp: "Phi tâm phi Phật" (zh. 非心非佛).